# Província de Guercif
La província de Guercif (àrab: إقليم جرسيف, iqlīm Jarsīf; amazic: ⵜⴰⵙⴳⴰ ⵏ ⴳⴰⵔⵙⵉⴼ, tasga n Garsif) és una de les províncies del Marroc, fins 2015 part de la regió de Taza-Al Hoceima-Taounate i actualment de la de L'Oriental. Té una superfície de 7.307 km² i 216.717 habitants censats en 2014. La capital és Guercif. Fou creada el 2009 mitjançant decret n.2-09-319 de l'11 de juny per desmembrament de la província de Taza.

## Divisió administrativa
La província de Guercif consta de 1 municipis i 9 comunes:
- Guercif (M)
- Assebbab
- Barkine
- Houara Oulad Raho
- Lamrija
- Mazguitam
- Oulad Bourima
- Ras Laksar
- Saka
- Taddart